# Würstel

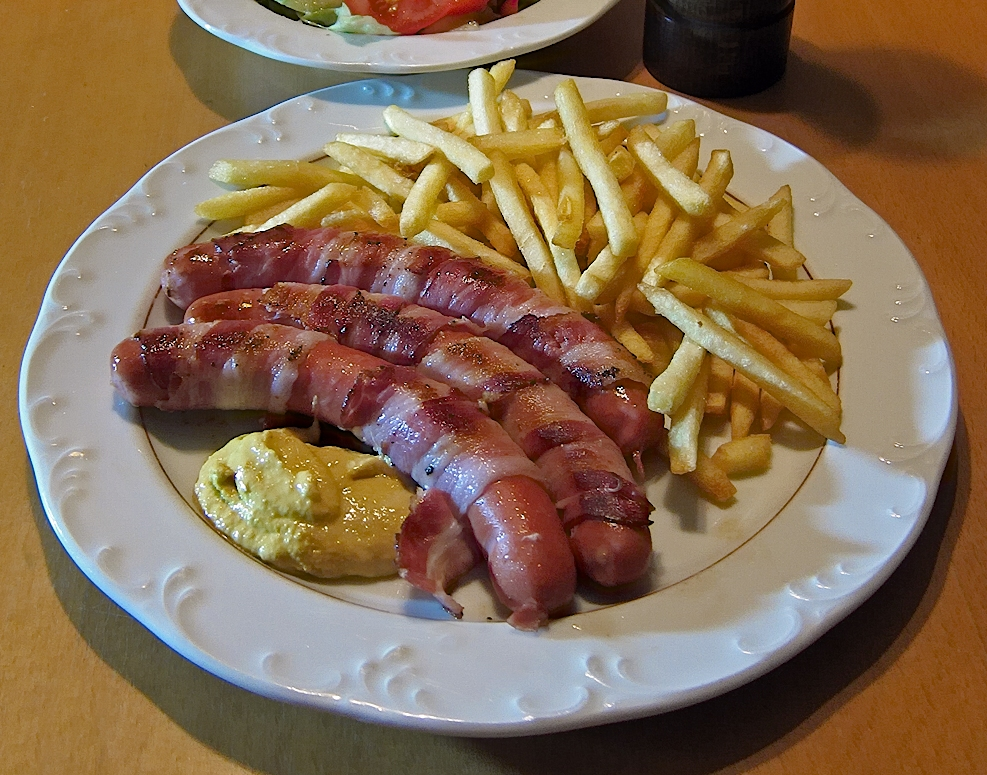
Würstel con senape e patate fritte

Il würstel ([ˈvʏɐ̯stəl]) è un termine generico utilizzato in Italia per riferirsi agli insaccati parzialmente bolliti e affumicati tipici della Germania, dell'Austria e del Trentino-Alto Adige.
Il termine non esiste nel tedesco ufficiale (Hochdeutsch), in cui, invece, sono utilizzati i termini Wurst ("insaccato", "salsiccia") e Würstchen ("salsicciotto"). Gli insaccati parzialmente bolliti sono chiamati generalmente brühwurst. La parola Würstel (scritta però con la ü con la dieresi) è comune nelle parlate regionali meridionali del tedesco (soprattutto in Austria; a Monaco Würstl e in lingua bavarese Wuascht).

## Caratteristiche
Il würstel più diffuso in Italia corrisponde generalmente al würstel di Vienna (Wiener o Wiener Würstchen) reperibile in Germania. Lo stesso prodotto in Svizzera è chiamato Wienerli e in Austria Frankfurter (Würstel), letteralmente "salsicciotto di Francoforte", sebbene in origine i due tipi (Wiener e Frankfurter) non fossero identici: il primo conteneva sia carne suina che bovina, era più corto e veniva servito appaiato a un altro, il secondo conteneva solo carne suina, era più lungo e veniva servito da solo. Alcune aziende del settore hanno cominciato a produrre anche in Italia würstel simili a quelli venduti in Germania, commercializzandoli come "würstel tipici".

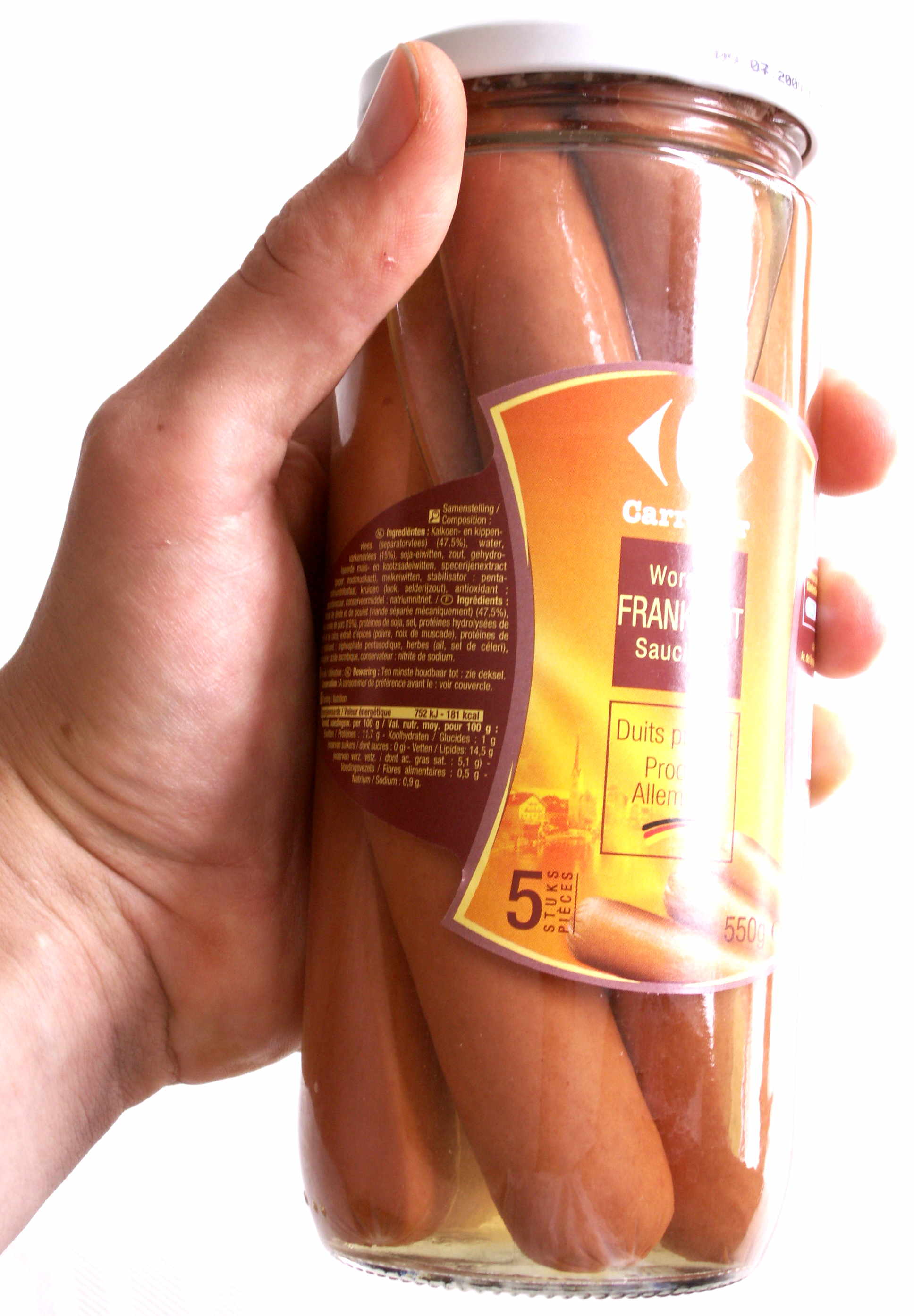
Un barattolo di würstel prodotti a Francoforte

## Consumo
Solitamente i würstel sono venduti caldi lungo le strade e le vie dei centri storici in caratteristiche bancarelle o carrettini, assieme a un panino e salse a scelta (senape, ketchup, maionese o salsa al curry). Gli statunitensi chiamano questo panino hot dog (letteralmente, "cane caldo"), sebbene chiamino i würstel wiener o frankfurter (entrambe le definizioni indicano lo stesso prodotto di carne suina). Il termine hot dog per estensione può riferirsi anche alla singola salsiccia.
Nel consumo casalingo è comune cuocerli su una piastra, sulla griglia o bolliti e servirli accompagnati da patatine fritte o insalata.

## Preparazione
La carne e le interiora sono sottoposte a una minuta macinazione insieme a grasso di maiale, aromi, additivi e a un'alta percentuale di acqua (o ghiaccio), insaccata e quindi cotta in forni a vapore.
Come involucro è utilizzato budello naturale o artificiale, ai würstel "senza pelle", cioè privi di involucro, il budello viene tolto prima di essere confezionati in lattine metalliche insieme a un liquido di governo simile a gelatina, gli altri sono confezionati sottovuoto in un involucro costituito da una pellicola di plastica. Solitamente vengono venduti sia in formato grande sia in un formato più piccolo, composto da quattro pezzi. Alcune aziende producono anche mini-würstel della lunghezza di 3-4 centimetri, utilizzati ad esempio per preparare spiedini o come antipasto. 
In Italia sono comuni anche würstel prodotti con carne di pollo o tacchino. Ne esistono anche ripieni di formaggio e di alcune salse come maionese e ketchup. Esistono anche würstel vegetali, preparati con verdure finemente tritate e bollite.